# مشفى ابن النفيس (دمشق)

مشفى ابن النفيس هومشفى سوري يقع شمال العاصمة دمشق ويعد من المشافي الخدمية المهمة في سوريا والمتفردة في تقديم الخدمات الصحية الإسعافية والوقائية والعلاجية لمن هو بحاجة لها بشكل مجاني وعلى مدار الساعة.

## الخدمات التي يقدمها المشفى
- عدد العمليات اليومية /70 عملية يوميا/ .

- يراجع المشفى 3700 مريض بالتصلب اللويحي لكونه مركزيا على مستوى سوريا حيث يتم تأمين الدواء لهم مجانا وبشكل دوري وتبلغ كلفة الأدوية للمريض الواحد 3 ملايين ليرة سورية سنويا.

- يقدم المشفى الأدوية اللازمة لمرضى التهاب المفاصل الرثياني والفقار اللاصق مجانا حيث يعطى على جرعات تكلفة الواحدة منها مليون ليرة سورية إضافة إلى خدمة مرضى التهاب الكبد بي وسي حيث تبلغ تكلفة المريض الواحد مليون و800 ألف ليرة سورية ويراجع المشفى نحو 800 مريض.

- استقبل المشفى خلال السنوات الأخيرة 52 جهاز تشخيصي تساعد في الكشف عن التهاب الكبد والجهاز القوسي وآخر للهرمونات وبي سي آر وأجهزة للدمويات والكيمياويات وجهازا للتصوير البانورامي للفكين ومنافس وأجهزة تخدير وغيرها.

- بالنسبة للتصوير الطبي يقدم المشفى خدماته مثل التصوير الطبقي المحوري والتي تبدأ كلفتها من 25 ألف ليرة سورية وصولا إلى 60 ألف ليرة سورية مع حقن في حين يتم في المخبر المركزي إجراء أكثر من 1000 تحليل يوميا منها تحاليل هرمونية تبدأ كلفتها من 5 آلاف ليرة سورية وكلها مجانا..[1]

- يضم المشفى قسما للمعالجة الفيزيائية لإعادة تأهيل المصابين وحالات الإعاقات المختلفة ومركزا للعناية المركزة وقسما للجراحة التجميلية.

## أقسام المشفى
- العيادات الخارجية : الأذنية – التجميلية – الهضمية – القلبية – الصدرية – المفاصل – الغدد – العصبية الداخلية – الجراحة العظمية – الجراحة العامة – جراحة الأوعية – الضماد – جراحة الفم وزراعة الأسنان.
- الإسعاف : الداخلية – الجراحة العامة – الجراحة العظمية – الإنعاش.
- شعبة الجراحة الأولى : الجراحة العظمية – الجراحة الأذنية – الجراحة التجميلية – الجراحة العصبية – جراحة الوجه والفم والفكين.
- شعبة الجراحة الثانية : الجراحة الصدرية – الجراحة العامة – جراحة الأوعية.
- الداخلية : الهضمية (التنظير الهضمي العلوي والسفلي، ERCP ، الإيكو الهضمي) – الغدد الصم (ايكو غدد) – أمراض الدم – العصبية (تخطيط أعصاب) – المفاصل والجرعات الخاصة بها – الصدرية (تنظير قصبات، وظائف رئة).
- القلبية والعناية القلبية
- العناية المشددة العامة.
- قسم الأورام.
- الأشعة.
- التخدير.
- العمليات : عامة – إسعافيه– تنظيرية وغيرها…
- المخابر : مخبر إسعافي – تحاليل هرمونية – دمويات – كيميائية – جرثومية – ماسحات ورمية.
- مركز العلاج الفيزيائي وإعادة التأهيل .
- الصيدلية : العامة – المناوبة – الأورام.